# Epistulae morales ad Lucilium
Le Epistulae morales ad Lucilium ("Lettere morali a Lucilio") sono una raccolta di 124 lettere suddivise in 20 libri, scritte da Lucio Anneo Seneca negli ultimi mesi di vita. L'opera venne messa a punto negli anni del disimpegno politico del filosofo, tra il 62 e il 65 d.C., ed è giunta ai posteri parzialmente incompleta.
Il destinatario delle missive è Lucilio Iuniore, governatore della Sicilia oltreché poeta e scrittore. È tuttora incerto se si tratti di lettere effettivamente spedite oppure di una mera finzione letteraria. È comunque assai probabile che sia un epistolario reale, dato che in varie lettere Seneca sollecita una risposta da parte dell'amico.
Le lettere esordiscono quasi sempre con un'osservazione relativa a un argomento di vita quotidiana, procedendo verso un principio filosofico estratto dalla stessa. Molti dei temi trattati nell'opera costituiscono cardini della filosofia stoica, tra cui il disprezzo della paura della morte, l'imperturbabilità d'animo del saggio e la virtù come bene supremo.

## Composizione
L'epistolario costituisce un caso unico nel panorama letterario latino, sebbene Seneca abbia quasi certamente tratto l'idea di comporre lettere filosofiche da Platone e da Epicuro. Rispetto alla tradizione epistolare, rappresentata in particolare da Cicerone, il filosofo distingue le lettere filosofiche dalla comune pratica epistolare.
Le epistole furono probabilmente scritte negli ultimi tre anni di vita di Seneca. Gli studiosi sono generalmente concordi nel ritenere che esse siano disposte nel medesimo ordine in cui vennero composte: nell'8ª lettera, Seneca allude ad esempio al suo ritiro dalla vita pubblica, databile intorno alla primavera dell'anno 62; la 18ª fu invece scritta a dicembre dello stesso anno, nel periodo precedente i Saturnali; la 23ª fa riferimento a una primavera fredda, presumibilmente quella del 63; nella 67ª si allude alla fine di una primavera fredda e perciò si ritiene sia stata scritta nel 64; la 91ª si riferisce al grande incendio di Lugdunum (l'odierna Lione), che ebbe luogo nella tarda estate del 64; la 122ª fa riferimento al ridursi delle ore di luce dell'autunno, e così via.
Le 124 lettere sono disposte in venti manoscritti, ma la raccolta non è completa. Aulo Gellio (metà del II secolo) cita un estratto del "ventiduesimo libro" attualmente mancante. Tuttavia, poiché l'incendio di Lione menzionato nella lettera 91 ebbe luogo meno di un anno prima della morte di Seneca (nella primavera del 65), si pensa che il numero di lettere mancanti non sia assai elevato.

## Struttura e temi dell'opera
Le missive indirizzate da Seneca a Lucilio vogliono essere uno strumento di crescita morale: il filosofo sostiene infatti che lo scambio epistolare permetta di istituire un dialogo con l'amico, fornendo un esempio di vita pedagogicamente più efficace dell'insegnamento dottrinale. Seneca ritiene inoltre che le lettere siano il mezzo più appropriato per la prima fase dell'educazione, dove si richiede l'acquisizione dei principi basilari, e che una volta ottenute le capacità analitiche necessarie si possa raggiungere una conoscenza più complessa e impegnativa. Per questi motivi l'epistolario, nel procedere, assume una struttura sempre più simile a quella di un trattato filosofico. Il linguaggio medesimo delle lettere è abbastanza variegato, costituendo un misto di conversazione privata e finzione letteraria. Oltre all'aspetto teoretico, si aggiunge anche l'intento esortativo, con il quale Seneca intende non solo dimostrare la verità, ma altresì invitare al bene; quindi il genere epistolario risulta consono ad accogliere un tipo di filosofia priva di sistematicità e incline alla trattazione di aspetti parziali o singoli temi etici.
Seneca, proponendo di volta in volta un nuovo tema semplice e di apprendimento immediato, guida l'amico al perfezionamento interiore; per lo stesso motivo, nei primi tre libri, Seneca conclude ogni lettera con una sentenza che offre uno spunto di meditazione. Le sentenze riprendono come modello Epicuro, malgrado Seneca non si dichiari suo seguace.
Gli argomenti delle lettere sono molteplici e suggeriti per lo più dall'esperienza quotidiana, e in alcuni punti sono evidenti le affinità con la satira, soprattutto oraziana. Seneca parla anche delle norme cui il saggio deve attenersi nella sua indipendenza e autosufficienza: egli, per perseguire una vita dedicata al raccoglimento, e dunque al perfezionamento tramite la meditazione sulle debolezze proprie e altrui, deve imparare a disprezzare le opinioni correnti, rinunciando alle seduzioni del mondo. Alla base di un gran numero di lettere c'è il timore della morte, da un lato (un argomento centrale della filosofia stoica, incastonato nell'osservazione di Seneca che l'uomo "muore ogni giorno"), e il suicidio, dall'altro, una considerazione chiave dato il deterioramento della posizione politica di Seneca e l'uso comune del suicidio forzato come metodo di eliminazione di figure ritenute oppositive al potere e al dominio dell'imperatore.
La riflessione sulla condizione umana che accomuna tutti gli esseri viventi lo porta ad esprimere una forte condanna del trattamento comunemente riservato agli schiavi, accomunabile per certi versi al sentimento di carità cristiana, malgrado l'etica di Seneca rimanga aristocratica ed egli esprima il suo disprezzo per le masse popolari imbruttite dagli spettacoli del circo.
Alcuni passi fanno ben comprendere l'idea senechiana della condizione umana, dello scorrere del tempo e dell'importanza del vivere con pienezza la propria esistenza rifuggendo le tentazioni sociali:
- "Quisquis queritur aliquem mortuum esse, queritur hominem fuisse. Omnis eadem condicio devinxit: cui nasci contigit mori restat" ("Chiunque lamenta che uno è morto, si lamenta del fatto che fosse semplicemente uomo. La medesima condizione ha vincolato tutti: a chi è capitato di nascere tocca di morire") [XVI, 99].

- "Cotidie morimur; cotidie enim demitur aliqua pars vitae, et tunc quoque crescimus vita decrescit" ("Ogni giorno moriamo; ogni giorno infatti ci viene tolta una parte della vita, e in realtà anche quando cresciamo la vita decresce") [III, 24]

- "Non ut diu vivamus curandum est, sed ut satis; nam ut diu vivas fato opus est, ut satis, animo. Longa est vita si plena est; impletur autem cum animus sibi bonum suum reddidit et ad se potestatem sui transtulit" ("Non dobbiamo cercare di vivere a lungo, ma di vivere abbastanza; vivere a lungo dipende dal destino, dalla nostra anima vivere quanto basta. La vita è lunga se è piena; ed è pienamente compita quando l'anima ha riconsegnato a se stessa il suo bene e ha preso il dominio di sé") [93].

- "Quomodo fabula, sic vita: non quam diu, sed quam bene acta sit, refert" ("Come una commedia, così è la vita: non quanto è lunga, ma quanto bene è recitata, è ciò che importa") [IX, 67-20]

## Riscoperta
I manoscritti più antichi delle lettere risalgono al IX secolo. Per molto tempo esse non circolarono insieme, e in particolare le lettere da 89 a 124 furono contenute in manoscritti separati. Iniziarono ad essere ampiamente diffuse insieme a partire dal XII secolo, mentre la prima edizione a stampa apparve nel 1475. Si deve però all'umanista Erasmo da Rotterdam la principale edizione, edita nel 1529.

## Influenza
- Montaigne fu grandemente influenzato dalla lettura delle epistole senecane, e proprio su di esse modellò i suoi Saggi.
- Le lettere furono inoltre una fonte fondamentale per Giusto Lipsio nello sviluppo del suo Neostoicismo verso la fine del XVI secolo.

## Edizioni italiane
- Lettere a Lucilio, traduzione di Balbino Giuliano, 3 voll., Collana Prosatori di Roma nn.6-7-8, Bologna, Zanichelli, 1951.
- Lettere a Lucilio, a cura di Umberto Boella, Collezione Classici Latini, Torino, UTET, 1951.
- Lettere a Lucilio, traduzione di e note di Giuseppe Monti, 2 voll., Introduzione di Luca Canali, Cronologia di Ettore Barelli, Collana BUR nn.L13 e L13**, Milano, Rizzoli, 1966-2025.
- *  Lettere a Lucilio, traduzione di e note di Caterina Barone, saggio critico di Luciano Canfora, Collana I grandi libri, Milano, Garzanti, maggio 1989-2025, ISBN 88-11-370-12-4.
- Lettere morali a Lucilio, traduzione di Fernando Solinas, Prefazione di Carlo Carena, Collana Oscar, Milano, Mondadori, 1994-2025, ISBN 978-88-047-9514-8.
- Lettere a Lucilio, Introduzione, trad. e note di Rosanna Marino, Collezione Classici greci e latini, Siena, Barbèra, 2010-2012, ISBN 88-78-995-24-X. - Collezione Classici greci e latini, Santarcangelo di Romagna, Rusconi, 2015-2025, ISBN 978-88-180-4056-2; Foschi, 2017.